# Championnat de Slovaquie féminin de basket-ball
 (signalé en août 2025).
Si vous disposez d'ouvrages ou d'articles de référence ou si vous connaissez des sites web de qualité traitant du thème abordé ici, merci de compléter l'article en donnant les références utiles à sa vérifiabilité et en les liant à la section « Notes et références ».
- Archive Wikiwix
- Bing
- Cairn
- DuckDuckGo
- E. Universalis
- Gallica
- Google
- G. Books
- G. News
- G. Scholar
- Persée
- Qwant
- (zh) Baidu
- (ru) Yandex
- (wd) trouver des œuvres sur Wikidata

Le championnat de Slovaquie de basket-ball féminin est une compétition de basket-ball qui représente en Slovaquie le sommet de la hiérarchie du basket-ball féminin. Elle est organisée par la fédération slovaque de basket-ball. 
Le championnat de Slovaquie de basket-ball existe depuis 1992.

## Palmarès
- 1993 : MBK Ružomberok
- 1994 : MBK Ružomberok
- 1995 : MBK Ružomberok
- 1996 : MBK Ružomberok
- 1997 : MBK Ružomberok
- 1998 : MBK Ružomberok
- 1999 : MBK Ružomberok
- 2000 : MBK Ružomberok
- 2001 : MBK Ružomberok
- 2002 : MBK Ružomberok
- 2003 : MBK Ružomberok
- 2004 : K Cero I.C.P. Košice
- 2005 : K Cero I.C.P. Košice
- 2006 : K Cero I.C.P. Košice
- 2007 : K Cero I.C.P. Košice
- 2008 : K Cero I.C.P. Košice
- 2009 : K Cero I.C.P. Košice
- 2010 : K Cero I.C.P. Košice
- 2011 : K Cero I.C.P. Košice
- 2012 : K Cero I.C.P. Košice
- 2013 : K Cero I.C.P. Košice
- 2014 : K Cero I.C.P. Košice
- 2015 : K Cero I.C.P. Košice
- 2016 : K Cero I.C.P. Košice
- 2017 : K Cero I.C.P. Košice
- 2018 : K Cero I.C.P. Košice
- 2019 : MBK Ružomberok

## Bilan par club
| Club                 | Titres | Saisons                                                                                  |
| -------------------- | ------ | ---------------------------------------------------------------------------------------- |
| K Cero I.C.P. Košice | 15     | 2004, 2005, 2006, 2007, 2008, 2009, 2010, 2011, 2012, 2013, 2014, 2015, 2016, 2017, 2018 |
| MBK Ružomberok       | 12     | 1993, 1994, 1995, 1996, 1997, 1998, 1999, 2000, 2001, 2002, 2003, 2019                   |